# Phyllodoce papillosa
Phyllodoce papillosa är en ringmaskart som beskrevs av Uschakov och Wu 1959. Phyllodoce papillosa ingår i släktet Phyllodoce och familjen Phyllodocidae. Inga underarter finns listade i Catalogue of Life.